# Helina viridiventris
Helina viridiventris este o specie de muște din genul Helina, familia Muscidae. A fost descrisă pentru prima dată de Macquart în anul 1846. Conform Catalogue of Life specia Helina viridiventris nu are subspecii cunoscute.